# Авіабомба

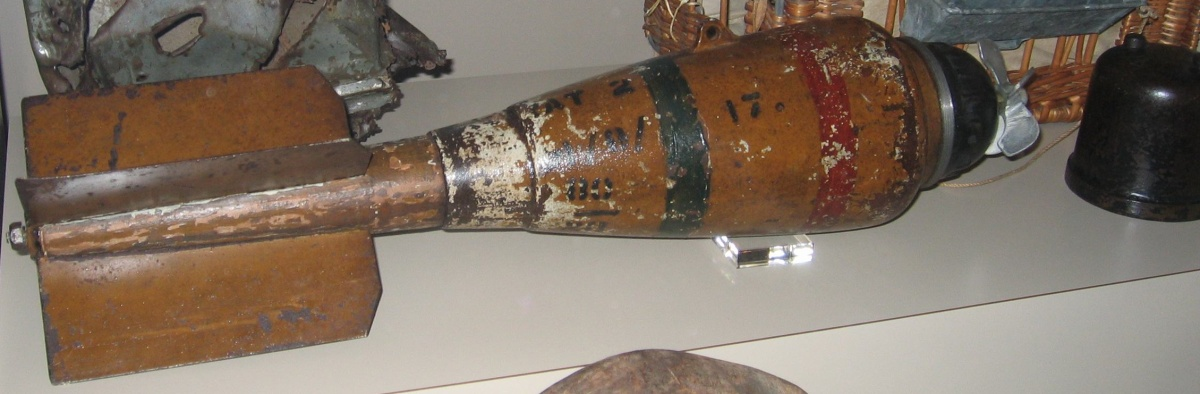
Мідна 20-фунтова бомба часів Першої Світової

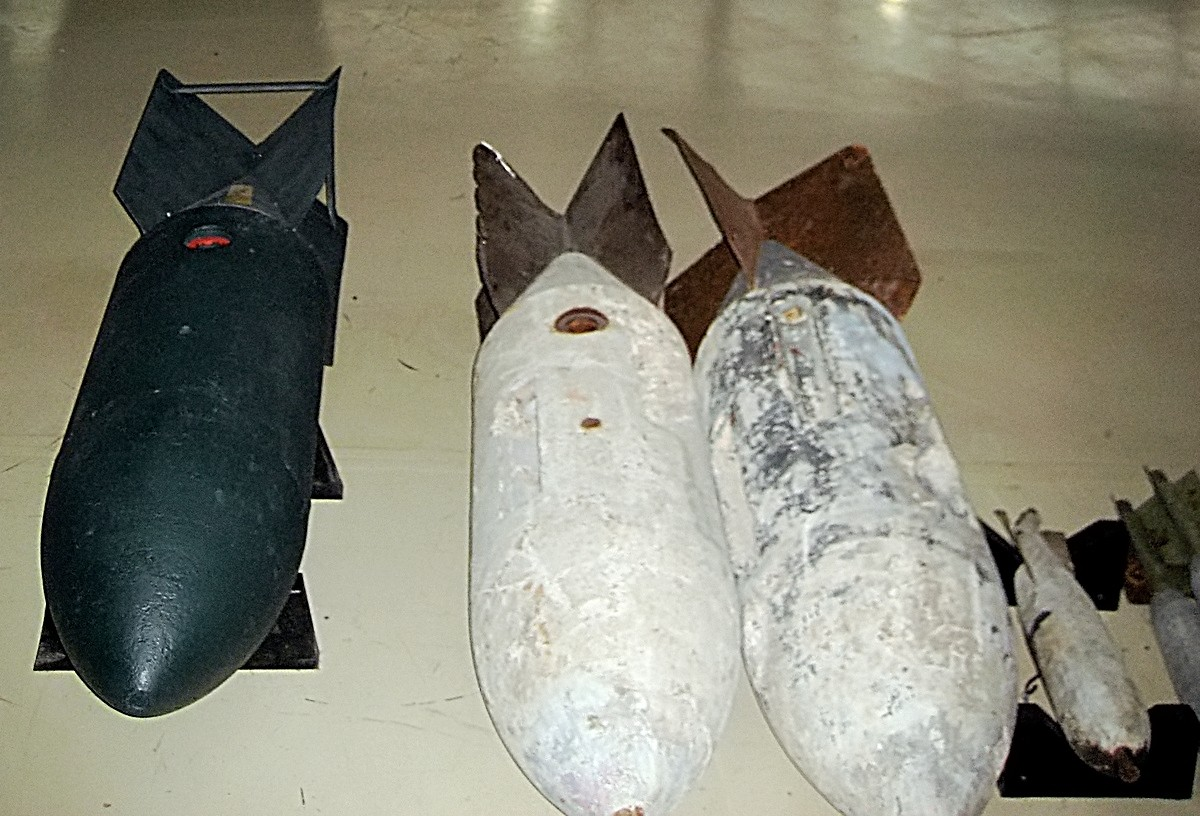
Німецькі бомби часів ДСВ, ліворуч — бойова, праворуч — бетонні навчальні (250 і 50 кг)

Авіаційна бомба, або авіабомба, один з видів авіаційних боєприпасів, що скидаються з літака чи іншого літального апарата і відокремлюються від тримачів під дією сили тяжіння або з невеликою швидкістю примусового відділення.

## Історія
На початку Першої світової війни жодна країна світу не мала серійних більш-менш ефективних авіаційних бомб. Тоді бомбами або бомбочками в побуті називали також ручні гранати і гвинтівкові (рушничні) гранати. При цьому вислів «аеропланна бомба» спочатку означав, власне, важку ручну гранату, яку скидали з літаків льотчики. Часто як авіаційні бомби використовували артилерійські снаряди калібру 75 мм і більше. Але ближче до кінця війни 1918 року у Великій Британії, Франції та Німеччині створено досить ефективні осколкові, фугасні, бронебійні, хімічні і димові бомби. Ці бомби споряджалися крильовими або кільцевими стабілізаторами і мали цілком сучасний вигляд.

## Класифікація авіабомб
1. За призначенням — на основні (безпосередньо для знищення цілей) і допоміжні, для вирішення бойових завдань і навчально-бойовій підготовці військ[2]. До останніх зараховуються димові, освітлювальні, фотоавіабомби (освітлювальні для нічного фотографування), денні (кольорового диму) і нічні (кольорового вогню) орієнтиро-сигнальні, орієнтиро-морські (створюють кольорову флюоресцентної пляма на воді і кольоровий вогонь; в країнах НАТО орієнтиро-сигнальні і орієнтиро-морські авіабомби разом називаються маркерні), агітаційні (споряджені пропагандистськими матеріалами), практичні (для навчального бомбометання — без вибухової речовини або з дуже малим зарядом; практичні авіабомби без заряду найчастіше виготовляються з цементу) й імітаційні (імітують ядерну бомбу);
2. За типом діючого матеріалу — на звичайні, ядерні, хімічні, токсинні, бактеріологічні (традиційно бомби, споряджені хвороботворними вірусами або їхніми носіями, також зараховуються до категорії бактеріологічних, хоча віруси це не бактерії);
3. За характером вражаючої дії:

- Осколкові (нищівна сила переважно осколками);
- Осколково-фугасні (осколками, фугасною та бризантною дією; на Заході такі боєприпаси називаються бомбами загального призначення);
- Фугасні (фугасною і бризантною дією);
- Проникаючі фугасні — вони ж фугасні товстостінні, вони ж (західне позначення) «сейсмічні бомби» (бризантної дії);
- Бетонобійні (на Заході такі боєприпаси називаються напівбронебійними) інертні (без заряду вибухової речовини, вражає тільки за рахунок кінетичної енергії);
- Бетонобійні розривні (кінетичною енергією і бризантною дією);
- Бронебійні розривні (також кінетичною енергією і бризантною дією, але мають міцніший корпус);
- Бронебійні кумулятивні (кумулятивним струменем);
- Бронебойно-осколкові/кумулятивно-осколкові (кумулятивним струменем і осколками);
- Бронебійні на основі принципу «ударного ядра»;
- Запальні (полум'ям і температурою);
- Фугасно-запальні (фугасною і бризантною дією, полум'ям і температурою);
- Осколково-фугасно-запальні (осколками, фугасною і бризантною дією, полум'ям і температурою);
- Запально-димові (вражаюча дія полум'ям і температурою; крім того, така бомба задимлює місцевість);
- Отруйні/хімічні і токсинні (отруйними речовинами);
- Отруйно-димові (офіційно ці бомби назвалися «димлячі авіаційні бомби отруйного диму»);
- Осколково-отруйні/осколково-хімічні (осколками і отруйною речовиною);
- Інфекційної дії/бактеріологічні (безпосередньо хвороботворними мікроорганізмами або їхніми носіями з комах та дрібних гризунів);
- Звичайні ядерні (спочатку називалися атомними) і термоядерними бомбами (спочатку в СРСР їх назвали атомно-водневими) традиційно виділяються в окрему категорію не тільки за діючим матеріалом, а й за вражаючим впливом, хоча їх слід вважати фугасно-запальними (з поправкою на додаткові вражаючі чинники ядерного вибуху — радіоактивне випромінювання та радіоактивні опади) надвеликої потужності. Однак існують і «ядерні бомби посиленої радіації» — в них головним уражаючим фактором є радіоактивне випромінювання, точніше — утворений при вибуху потік нейтронів (у зв'язку з чим такі ядерні бомби отримали повсякденну назву «нейтронних»).
- Також в окрему категорію виділяють об'ємно-детонуючі бомби (відомі також як бомби об'ємного вибуху, термобаричні, вакуумні і паливні).

1. За характером цілі — наприклад, протибункерні (Bunker Buster), протичовнові, протитанкові і мостові авіабомби (останні призначалися для знищення мостів і віадуків);
2. За масою, вказаною в кілограмах або фунтах (для неядерних бомб) або потужністю, вказаною в кілотоннах або мегатоннах тротилового еквівалента (для ядерних бомб). Слід зазначити, що калібр неядерної бомби — це не її фактична маса, а відповідність габаритам якогось стандартного боєприпасу (яким зазвичай є фугасна авіабомба того ж калібру). Розбіжність між калібром і масою може бути досить великою — наприклад, освітлювальна авіабомба САБ-50-15 мала калібр 50 кг при масі всього 14,4-14,8 кг. З іншого боку, авіабомба ФАБ-1500-2600ТС (ТС — «товстостінна») має калібр 1500 кг при фактичній масі 2600 кг;
3. За конструкцією бойової частини — на моноблочні, модульні і касетні (спочатку останні іменувалися в СРСР «ротативно-розсіюючими авіаційними бомбами»/рос. РРАБ).
4. За керованістю — на некеровані і керовані.
5. За способом доставки до цілі — вертикального падіння та крилаті (планеруючі).

### Російська (радянська) класифікація авіабомб
Деякі найпоширеніші сучасні типи бомб:
Основного призначення
- ФАБ — фугасна
- БЕТАБ — бетонобійні
- ЗАБ — запалювальна
- ОДАБ — об'ємно-детонуючі
- КАБ — коректовані
- РБК — разова бомбова касета

Допоміжні та спеціальні
- САБ — світить
- ДАБ — димова
- П — практична

## Основні характеристики авіабомб
- Калібр — номінальна маса бомби, вказана в кілограмах зі встановленими геометричними розмірами. Для авіабомб СРСР і Росії калібр вказується в умовному позначенні бомби після найменування типу.
- Коефіцієнт наповнення — відношення маси наповнення (вибухової речовини) до повної маси бомби. Він змінюється в інтервалі від 0,1 до 0,7. Найбільший коефіцієнт наповнення у фугасних бомб, найменший — у осколкових.
- Аеродинамічна якість авіабомби, обумовлена її балістичним коефіцієнтом. У СРСР і Росії еталонною характеристикою, що визначає цей коефіцієнт, прийнято значення характеристичного часу падіння авіабомби — час падіння авіабомби, скинутої в горизонтальному польоті носія на швидкості 40 м/с з висоти 2000 метрів.
- Показники ефективності ураження авіабомб:
  - Окремі — вказують конкретний характер пошкодження цілі: радіус і глибина воронки вибуху; товщина броні, яку пробиває бомба; радіус осколкового ураження; площа зони ураження для фугасних бомб тощо.
  - Узагальнені — вказують необхідну кількість попадань в ціль для її знищення або виведення з ладу на визначений період, наведену площу ураження тощо.
- Експлуатаційні характеристики — діапазон умов застосування авіабомб: мінімальні і максимальні значення швидкості, висоти, кута пікірування і часу польоту; умови зберігання, транспортування, обсяг підготовки до бойового застосування тощо.

## «Най-най» серед авіабомб

### Авіабомби звичайного спорядження

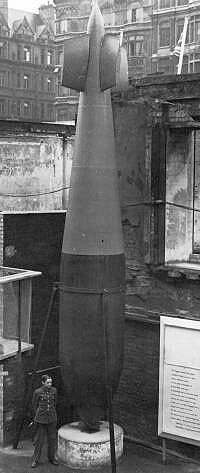
Grand Slam

- ПТАБ-2,5-1,5 — наймасовіша авіаційна бомба СРСР в роки німецько-радянської війни.
- ОФАБ-250-270 — наймасовіша авіаційна бомба у військовій авіації сучасної Росії[3].
- ФАБ-5000НГ —найпотужніша і найважча авіаційна бомба СРСР періоду німецько-радянської війни[4].
- ФАБ-9000 — найпотужніша (разом з бронебійною БрАБ-9000) і найважча неядерна авіаційна бомба в СРСР.
- Grand Slam — найпотужніша (з неядерних) і найважча авіаційна бомба Другої світової війни.
- GBU-43 / B Massive Ordnance Air Blast — найпотужніша і найважча серійна неядерна авіаційна бомба. Також найпотужніша і найважча серійна керована авіаційна бомба у світі.[5]
- Massive Ordnance Penetrator — найпотужніша і найважча (13600 кг) керована авіаційна бомба у світі. Тривають випробування. Прийняття на озброєння планувалось у липні 2010 року.
- T12 — найважча (калібр — 43 600 фунтів або 19 777 кг) неядерна (фугасна) авіаційна бомба в історії. Для виготовлення термоядерної Мк.17 використано її корпус.[6]
- ОДАБ-9000 («Кузькін батько», «Тато всіх бомб») — авіаційна вакуумна бомба підвищеної потужності. Вважається найпотужнішим неядерним боєприпасом у світі (44000кг). Потужність АВБПМ становить лише близько 0,3 % від потужності бомби «Малюк», скинутої на Хіросіму.
- ХБ-2000 — найважча хімічна авіаційна бомба в історії.
- GBU-44 / B Viper Strike («Удар гадюки») — найменша (19 кг) керована авіаційна бомба у світі.
- АО-8св-фс — найменша фугасна авіаційна бомба в історії.
- BLU-39 (хімічна) — найменша (близько 82 грамів) авіаційна бомба, доведена до прийняття на озброєння.
- Bat bomb («Мишача бомба», запалювальна) — найменша (17 грамів) авіаційна бомба в історії (випускалася дослідної серією, на озброєння не надійшла). Передбачалося, що носіями цих бомб будуть кажани, скидувані з літаків у спеціальних саморозпаковувальних контейнерах .

### Ядерні авіабомби
- «Малюк» (англ. Mk.I «Little Boy») — перша ядерна бомба, скинута на Японію (Хіросіма) 6 серпня 1945 року (08:15).[7]
- «Товстун» (англ. Mk.III «Fat Man») — друга ядерна бомба, скинута на Японію (Нагасакі) 9 серпня 1945 року (11:02).[7]
- Mk.18 («уранова надбомба») — найпотужніша (500 кілотонн) і найважча «класична» (тільки на основі реакції ядерного розпаду) ядерна бомба, доведена до серійного виробництва і прийняття на озброєння. Аналог термоядерної Мк.17 з урановим паливом.
- РДС-1 («виріб 501») (СРСР) — перша радянська ядерна бомба.
- АН602 («Цар-бомба», «Кузькіна мать», «Іван») — найпотужніша (58,6 мегатонни) і найважча (маса 26,5 тонн з парашутною системою) бомба в історії людства (СРСР).[8]
- Orange Herald («Помаранчевий вісник») — найпотужніша (700 кілотонн) і найважча «класична» ядерна бомба в історії.